# Tolpuddle Martyrs
Die Tolpuddle Martyrs waren sechs Landarbeiter aus dem Dorf Tolpuddle in Dorset, England, die 1834 als Mitglieder der Friendly Society of Agricultural Labourers einen geheimen Eid geschworen hatten. Sie wurden aufgrund eines sehr alten Gesetzes während eines Arbeitskonflikts über gekürzte Löhne verhaftet, bevor sie in einem Strafprozess unter dem Titel  R v Loveless and Others (Der König gegen Loveless und andere) für sieben Jahre zur  Verbannung in die Strafkolonie Australien verurteilt wurden. Nach Massenprotesten von Sympathisanten und dank der Unterstützung durch Lord John Russell wurden sie 1836 begnadigt und kehrten zwischen 1837 und 1839 nach England zurück.
Die Tolpuddle Martyrs wurden zu einem beliebten Thema für die frühe Gewerkschafts- und Arbeiterbewegung.

## Geschichte

### Hintergrund
In den Jahren 1799 und 1800 hatten die Combination Acts im Königreich Großbritannien die Vereinigung von Arbeitern sowie das Organisieren zur Erlangung besserer Arbeitsbedingungen verboten; sie wurden vom Parlament aufgrund einer politischen Panikmache nach der Französischen Revolution verabschiedet. Im Jahr 1824 wurden die unpopulären Combination Acts aufgehoben und durch den Combinations of Workmen Act von 1825 ersetzt, der gewerkschaftliche Organisationen legalisierte, ihre Tätigkeit jedoch stark einschränkte.
Zu Beginn des 19. Jahrhunderts war die Grafschaft Dorset zum Synonym für schlecht bezahlte Landarbeit geworden. Im Jahr 1815, nach dem Ende der napoleonischen Kriege, erhielten 13 % der Bevölkerung der Grafschaft Armenunterstützung, und diese Situation verschlimmerte sich in der folgenden Rezession in der Landwirtschaft. Um 1830 waren die Bedingungen so schlecht, dass sich eine große Zahl von Arbeitern den Swing Riots anschloss, die im Herbst in Südengland stattfanden; in der Grafschaft kam es zu mehr als vierzig Unruhen, an denen in einigen Gemeinden zwei Drittel der arbeitenden Bevölkerung beteiligt waren. Einige Grundbesitzer erhöhten vorübergehend die Löhne als Zugeständnis, aber auch die Strafverfolgung wurde verschärft, und viele Arbeiter wurden verhaftet und ins Gefängnis gesteckt. In der Folge wurden die Lohnerhöhungen innerhalb kurzer Zeit wieder rückgängig gemacht.
Im Jahr 1833 gründeten sechs Männer aus dem Dorf Tolpuddle die Friendly Socienty of Agricultural Labourers, um organisiert gegen die schrittweise Senkung der Löhne in der Landwirtschaft zu protestieren. Diese Arbeiter aus Tolpuddle weigerten sich, für weniger als 10 Shilling pro Woche zu arbeiten, obwohl die Löhne zu diesem Zeitpunkt bereits auf sieben Shilling gesenkt worden waren und weiter auf sechs gesenkt werden sollten. Aus der Satzung der Friendly Society geht hervor, dass es sich um einen Verein handelte, der von George Loveless, einem methodistischen Ortsprediger, geleitet wurde und im Haus von Thomas Standfield tagte. Gruppen wie die Friendly Society verwendeten oft ein Skelettgemälde als Teil ihres Aufnahmeverfahrens, bei dem dem neuen Mitglied die Augen verbunden wurden und es einen geheimen Treueschwur leisten musste. Die Augenbinde wurde dann abgenommen und das Skelettgemälde überreicht, um die Mitglieder vor ihrer eigenen Sterblichkeit zu warnen, aber auch um sie daran zu erinnern, was mit denjenigen geschieht, die ihr Versprechen brechen. Ein Beispiel für ein solches Skelettbild ist im People's History Museum in Manchester zu sehen.

### Verfolgung und Verurteilung
Im Jahr 1834 beschwerte sich James Frampton, ein Richter und Grundbesitzer in Tolpuddle, schriftlich bei Innenminister Lord Melbourne über die Vereinigung. Dieser empfahl Frampton, sich auf das Gesetz über ungesetzliche Eide von 1797 zu berufen, ein Gesetz, das als Reaktion auf die Meutereien von Spithead und Nore erlassen wurde und das Schwören von geheimen Eiden verbot. Die Mitglieder der Friendly Society James Brine, James Hammett, George Loveless, Georges Bruder James Loveless, Georges Schwager Thomas Standfield und Thomas’ Sohn John Standfield, wurden verhaftet. Sie wurden gemeinsam vor dem Richter Sir John Williams in der Sache R v Loveless and Others (Der König gegen Lovelass und andere) angeklagt. Alle sechs wurden für schuldig befunden, geheime Eide geschworen zu haben, und zur Verbannung als Strafgefangene nach Australien verurteilt.

### Verbannung, Begnadigung, Rückkehr

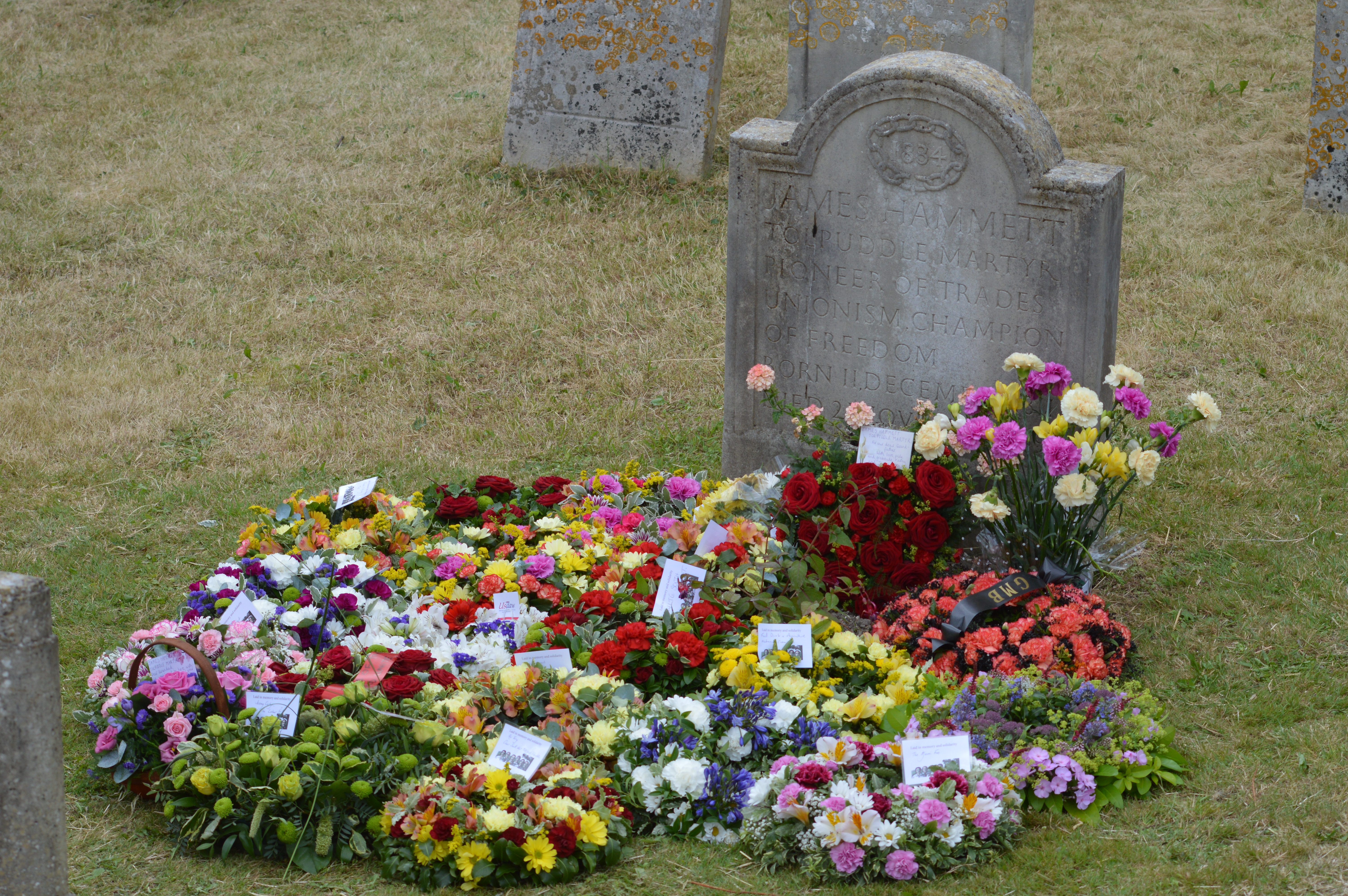
Grab von James Hammett nach der Kranzniederlegung während des Tolpuddle Martyrs Festival 2016

James Loveless, die beiden Standfields, Hammett und Brine fuhren mit der Surry nach Neusüdwales, wo sie am 17. August 1834 in Sydney eintrafen. George Loveless wurde wegen einer Krankheit aufgehalten und fuhr später mit der William Metcalf nach Van Diemen’s Land, wo er am 4. September in Hobart eintraf.
Von den fünf Männern, die in Sydney landeten, wurden Brine und die Standfields als Landarbeiter freien Siedlern im Hunter Valley zugewiesen. Hammett wurde der Queanbeyan-Farm von Edward John Eyre zugeteilt, James Loveless einer Farm in Strathallan. In Hobart wurde George Loveless der vizeköniglichen Farm von Vizegouverneur Sir George Arthur zugewiesen.
In England wurden sie zu Volkshelden; es wurden 800.000 Unterschriften für ihre Freilassung gesammelt. Ihre Unterstützer organisierten einen Protestmarsch, einen der ersten erfolgreichen Märsche im Vereinigten Königreich, und alle wurden schließlich im März 1836 unter der Bedingung guter Führung begnadigt, mit Unterstützung von Lord John Russell, der gerade Innenminister geworden war.
In Neusüdwales verzögerte sich die Abreise, weil die Behörden den Sträflingen nicht rechtzeitig ihre gute Führung bestätigten. James Loveless, Thomas und John Standfield sowie James Brine verließen Sydney am 11. September 1837 auf der John Barry und erreichten Plymouth (einer der Ausgangspunkte für Sträflingstransportschiffe) am 17. März 1838. Eine Gedenktafel neben den Mayflower Steps im Barbican-Viertel von Plymouth erinnert an die Ankunft. James Hammett wurde in Windsor festgehalten und wegen Körperverletzung angeklagt, während die anderen die Kolonie verließen. Erst im März 1839 segelte Hammett los und kam im August 1839 in England an.

### Spätere Jahre
Die Lovelesses, Standfields und Brine ließen sich nach ihrer Rückkehr zunächst auf Bauernhöfen in der Nähe von Chipping Ongar, Essex, nieder, wobei die Lovelesses und Brine in Tudor Cottage in Greensted Green wohnten. Später wanderten die fünf in die Stadt London in Oberkanada (im heutigen Ontario) aus, wo ihnen zu Ehren ein Denkmal errichtet wurde und eine Genossenschaft für bezahlbaren Wohnraum und ein Gewerkschaftskomplex nach ihnen benannt sind. George Loveless und Thomas Standfield sind auf dem Siloam Cemetery an der Fanshawe Park Road East in London, Ontario, begraben. James Brine starb 1902, nachdem er seit 1868 im nahe gelegenen Blanshard Township gelebt hatte, und ist auf dem St. Marys Cemetery in St. Marys, Ontario, begraben. Hammett kehrte nach Tolpuddle zurück. Er starb 1891 im Arbeitshaus von Dorchester.

## Museen

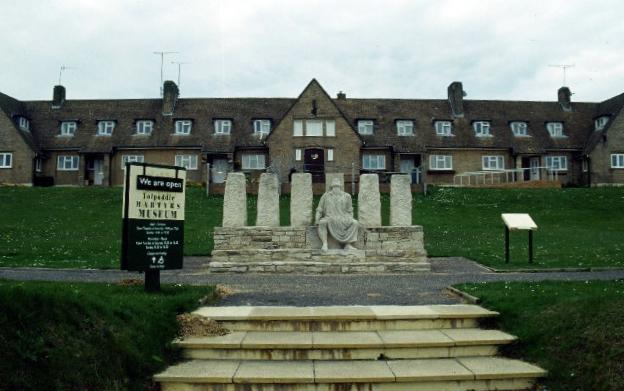
Das Tolpuddle Martyrs Museum

Das Tolpuddle Martyrs Museum in Tolpuddle bietet Ausstellungen und interaktive Exponate zu den Männern aus Tolpuddle und ihrem Einfluss auf die Gewerkschaftsbewegung. Das Rathaus in Dorchester, in der die Märtyrer von Tolpuddle verurteilt worden waren, ist heute ein Museum, das auch Material über sie enthält.

## Ehrungen
Ihnen zu Ehren wurde 1934 in Tolpuddle ein Denkmal errichtet, und eine 2001 angefertigte Skulptur der Märtyrer steht im Dorf vor dem Tolpuddle Martyrs Museum.

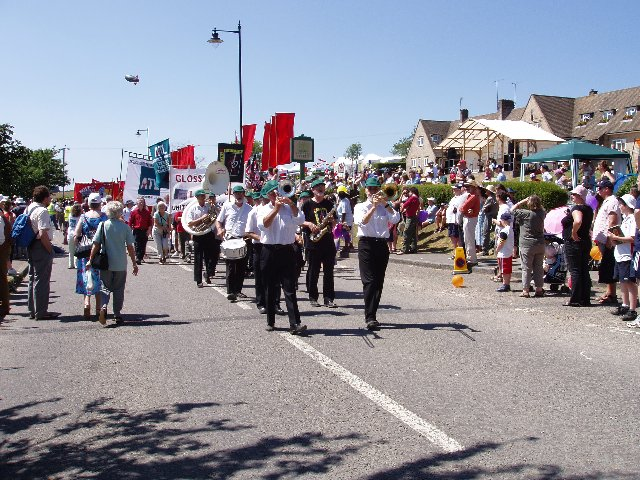
Martyrs' Day-Gedenkmarsch 2005

Das jährliche Tolpuddle Martyrs' Festival findet in der Regel in der dritten Juliwoche statt. Es wird vom Trades Union Congress (TUC) organisiert und umfasst eine Parade mit Bannern vieler Gewerkschaften, einen Gedenkgottesdienst, Reden und Musik. Bei den letzten Festivals traten Redner wie Tony Benn, Musiker wie Billy Bragg und örtliche Folksänger wie Graham Moore auf, aber auch andere aus aller Welt.
Der Gerichtssaal im Rathaus von Dorchester, in dem die Märtyrer vor Gericht standen und der in den letzten 200 Jahren kaum verändert wurde, wird im Rahmen eines Denkmalschutzprogramms erhalten.
Die Geschichte von Tolpuddle hat die Geschichte der Gewerkschaften bereichert, aber die Bedeutung der Märtyrer von Tolpuddle wird weiterhin diskutiert, seit Sidney und Beatrice Webb ihr Werk History of Trade Unionism (1894) veröffentlicht haben und bis heute in Werken wie Bob James’ Craft Trade or Mystery (2001).
Nach ihnen sind benannt:
- Tolpuddle Street, Islington, London
- Tolpuddle Way, Kirkdale, Liverpool
- Tolpuddle Vineyard, Richmond, Tasmanien

1984 wurde auf dem Edward Square in der Copenhagen Street in Islington ein Wandbild zur Erinnerung an die vom Zentralausschuss der Metropolitan Trade Unions organisierte Versammlung von Menschen geschaffen, die gegen die Strafverschickung der Tolpuddle Martyrs nach Australien demonstrierten. Das Wandbild wurde von dem Künstler David Bangs gemalt.
Im Jahr 1985 wurde am Garema Place im Zentrum der australischen Hauptstadt Canberra eine Gedenktafel für die Tolpuddle-Martyrs angebracht.
Der Film Comrades ist ein britisches Historiendrama aus dem Jahr 1986 unter der Regie von Bill Douglas und mit einem Ensemble von Schauspielern wie James Fox, Robert Stephens und Vanessa Redgrave in den Hauptrollen. Der Film schildert die Geschichte der Tolpuddle Martyrs anhand der Bilder einer Laterna Magica eines reisenden Schaustellers
Am 23. März 2023 wurde im Northcott Theatre in Exeter eine Workshop-Produktion aufgeführt, die auf dem Film Comrades basiert und die Geschichte der Tolpuddle Martyrs bis zu ihrer Verhaftung erzählt. Das Stück wurde von Tony Lidington geschrieben und inszeniert und von Schauspielstudenten der Universität von Exeter aufgeführt.
Ein Musical von Alan Plater und Vince Hill, "Tolpuddle", wurde am 16. Oktober 1982 auf BBC Radio 4 gesendet.
Die Märtyrer von Tolpuddle werden auch in einem Gedicht von Daljit Nagra erwähnt: "Vox Populi, Vox Dei".
Die Männer, die aus Australien nach Plymouth zurückkehrten, wurden im März 2020 bei einer Zeremonie mit einer von Clifford Harper angefertigten Gedenktafel geehrt.